# Aksel Larsen
Aksel Larsen (født 5. august 1897 i Brændekilde, Odense, død 10. januar 1972 på Frederiksberg) var en dansk politiker, først socialdemokrat, så kommunist i 1920 og siden stifter af Socialistisk Folkeparti (SF) i 1959.

## Tidlige liv
Aksel Larsen blev født i 1897 som søn af træskomager Lars Larsen og hustru Erengodt, født Nielsen. Han voksede op i Brændekilde, et landsogn, der siden er blevet en forstad til Odense, i en børneflok på ni.
Han var det eneste af børnene, der fik en realeksamen. Måneden efter, at han havde fået sin realeksamen, begyndte han som elev ved de Sydfyenske Jernbaner, hvor han efter endt uddannelse blev ansat som trafikassistent i april 1917 ved Årslev Station. Han opgav imidlertid denne stilling og flyttede i maj 1918 til København.

## Politiske karriere
Aksel Larsen flyttede ind på et lille kvistværelse på Istedgade. Han tjente sine penge som cykelbud og meldte sig ind i Socialdemokratiet.
Aksel Larsen deltog i de voldsomme demonstrationer på Grønttorvet (nu Israels Plads) i november 1918. Han optrådte som folketaler i 1920 under Påskekrisen og blev efterhånden mere radikal i sine synspunkter. Da Socialdemokratiet og De Samvirkende Fagforbund indgik forlig, blev det for meget for Aksel Larsen. Han meldte sig ud af partiet og meldte sig straks ind i det nystiftede Venstresocialistisk Parti (som siden skiftede navn til Danmarks Kommunistiske Parti, DKP).
9. oktober 1931 holdt Aksel Larsen sin berømte 'robådstale' fra robåden Rosa i Frederiksholms Kanal. Båden blev roet af Carl Metz. Talen var rettet til en gruppe kommunistiske demonstranter. Ved Folketingsvalget i november 1932 blev Aksel Larsen valgt i Folketinget og blev senere samme år formand for partiet til trods for modstand fra Komintern.

### Besættelsen
Kommunisterne, herunder Aksel Larsen, måtte i bl.a. Danmark fra den ene dag til den anden indstille deres kritik af nazisterne som følge af den Tysk-sovjetiske Ikke-angrebspagt.
Stalins folk f.eks Danmarks Kommunistiske Parti samarbejdede derfor med Det Tredje Rige indtil sommeren 1941.
Fredag den 26. april 1940, mindre end tre uger efter Nazitysklands besættelse af kongeriget, talte formanden for Danmarks Kommunistiske Parti (DKP), Aksel Larsen, til sine meningsfæller i København. Han forsvarede Hitler-troppernes indmarch. Den var, sagde han, et svar på den »grove« overtrædelse af de skandinaviske landes neutralitet, som Storbritannien og Frankrig angiveligt havde gjort sig skyldige i.
Under besættelsen blev han, da Tyskland invaderede Sovjetunionen, efterlyst af Gestapo. I 1942 var han medstifter af Frit Danmark. 5. november 1942 blev han fanget og overført til den tyske afdeling i Vestre Fængsel, hvor han blev afhørt i 17 timer – forhørsprotokollen fylder 83 sider. Hvad Larsen fortalte, er uklart.
Larsen blev 28. august 1943 overført til særfængslet Zellenbau i koncentrationslejren Sachsenhausen. I april 1945 kom han med De Hvide Busser til Sverige, og vendte hjem til Danmark 5. maj om morgenen. I Regeringen Vilhelm Buhl II ("befrielsesregeringen", 5. maj – 7. november 1945) blev Aksel Larsen minister uden portefølje.

### Grundlæggelsen af SF
Den 16. november 1958 blev han og andre ledende kommunister ekskluderet efter at have rejst kritik af kommunismen og Sovjetunionen efter opstanden i Ungarn i 1956. Det førte til dannelsen af Socialistisk Folkeparti. 24. november 1958 anmeldte han SF i Folketinget, og 15. februar 1959 holdt partiet stiftende kongres. Grundlaget skulle være en dansk, demokratisk socialisme kaldet folkesocialisme. Ved det følgende folketingsvalg blev SF valgt ind med 11 mandater og Kommunisterne røg ud. Partiet har været i Folketinget siden da, og Aksel Larsen sad indtil sin død i 1972.

## Død og eftermæle
Aksel Larsen døde 10. januar 1972. Han er bisat på Fredens Kirkegård i Odense.
Den 30. juni 2005 afsløredes det i en rapport om Danmark under den kolde krig udgivet af Dansk Institut for Internationale Studier (DIIS), at Aksel Larsen fra november 1958 til maj 1964 holdt møder med repræsentanter for CIA, til hvem han bl.a. leverede oplysninger om Sovjetunionen og de kommunistiske organisationer i Danmark.
Det er ligeledes siden blevet afsløret, at Aksel Larsen, da han var medlem af DKP, fik at vide, at hans partikammerat Arne Munch-Petersen, var død i Sovjetunionen under Stalins udrensninger, hvilket Aksel Larsen ikke kun holdt hemmeligt for offentligheden, men også løj om til Arne Munch-Petersens kone, Elna Hiort-Lorenzen, så hun i mange år forgæves forsøgte at genfinde sin mand. 